# 달리는 TV 그것을 찾아라
달리는 TV 그것을 찾아라는 1993년 5월 2일부터 1994년 1월 30일까지 SBS에서 방영된 예능프로그램이다.

## 출연자 목록
- 김미화
- 이영현